# Chlorida festiva
Espèce
Chlorida festiva est une espèce d'insectes coléoptères de la famille des Cerambycidae, de la sous-famille des Cerambycinae et de la tribu des Bothriospilini.

## Dénomination
L’espèce a été décrite par l'entomologiste suédois Carl von Linné en 1758 sous le nom initial de Cerambyx festivus, reclassé dans le genre Chlorida et renommé par Jean Guillaume Audinet-Serville en 1838, le nom binominal est Chlorida festiva.

### Synonymie
- Cerambyx festivus (Linné, 1758) Protonyme
- Cerambyx spinosus (DeGeer, 1775)
- Cerambyx sulcatus (Sulzer, 1776)
- Cerambyx africanus (Voet, 1778)
- Stenocorus festivus (Linné) par Drury & Westwood en 1837

## Répartition[1]
Argentine, Bolivie, Brésil, Colombie, Cuba, Équateur, Guadeloupe, Jamaïque Martinique, Paraguay, Pérou, Puerto Rico, Sao Tomé-et-Principe, sud des États-Unis, Uruguay, Vénézuela.

## Biologie
Les larves se nourrissent de 
- Mangifera indica (L.) le Manguier (cultivé pour ses fruits)
- Schinopsis balansae (Engler)

### Articles liés
- Bothriospilini
- Liste des Cerambycinae de Guyane
- Galerie des Cerambycidae